# Takayuki Morimoto
Takayuki Morimoto (森本 貴幸), född 7 maj 1988 i Kawasaki, Kanagawa i Japan, är en japansk fotbollsspelare som för närvarande spelar för japanska JEF United Ichihara Chiba i J-League.

## Klubbkarriär
| Säsong  | Lag              | Division | Tröjnummer | Matcher | Mål |
| ------- | ---------------- | -------- | ---------- | ------- | --- |
| 2004    | Tokyo Verdy 1969 | 1        | 25         | 22      | 4   |
| 2005    | Tokyo Verdy 1969 | 1        | 17         | 18      | 1   |
| 2006    | Tokyo Verdy 1969 | 2        | 17         | 6       | 0   |
| 2006-07 | Catania          | 1        | 15         | 5       | 1   |
| 2007-08 | Catania          | 1        | 15         | 14      | 1   |
| 2008-09 | Catania          | 1        | 15         | 23      | 7   |
| 2009-10 | Catania          | 1        | 15         | 27      | 5   |
| 2010-11 | Catania          | 1        | 15         | 13      | 2   |
| 2011-12 | Novara           | 1        | 0          | 18      | 4   |
| 2012-13 | Catania          | 1        | 0          | 0       | 0   |